# Flodsångare
Flodsångare (Locustella fluviatilis) är en fågel i familjen gräsfåglar inom ordningen tättingar. Den förekommer i centrala och östra Europa samt i västra Asien.  Där för den en mycket tillbakadragen tillvaro i tät växtlighet intill vattendrag. Liksom nära släktingarna vassångare och gräshoppsångare har den en mycket utdragen och insektslik sång. Vintertid flyttar den till Afrika. Globalt anses beståndet av flodsångaren livskraftigt.

## Utseende och läte
Den adulta flodsångaren är cirka 13,5 till 15 centimeter lång och har ostreckad gråbrun rygg och vitaktigt grå undersida. Undersidan av stjärten är mörkare och har vita fjäderspetsar, som ger ett kontrasterande mönster. Könen är lika, som hos de flesta sångare, men juvenilerna är gulare på undersidan. 
Sången är ett monotont mekaniskt insektliknande skyttlande, som ofta framförs i skymningen. Den liknar gräshoppsångarens, men har mer drag av symaskin och kan pågå under lång tid.  

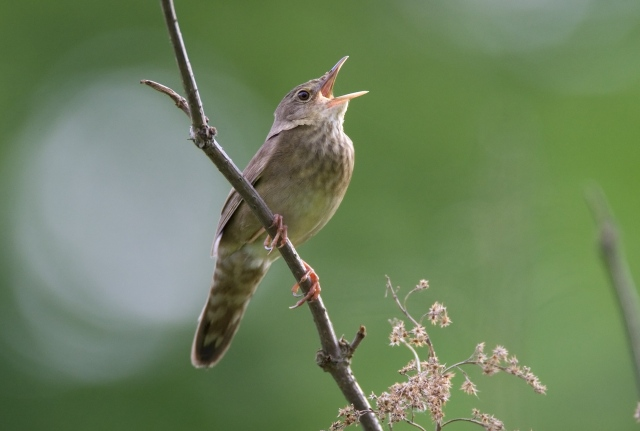

## Utbredning
Flodsångaren häckar i östra och centrala Europa och i västra Asien, mer precist österut från södra Sverige, södra Finland, västra Tyskland, östra Österrike och Bulgarien österut till sydvästra Sibirien i området kring Irtysj och nordvästra Kazakstan. Den är en flyttfågel som övervintrar i sydcentrala och sydöstra Afrika. Flyttningen koncentreras till sydöstra Europa och västra Medelhavsområdet. Tillfälligt har flodsångaren noterats västerut i Europa till Frankrike och Storbritannien, norrut till Island och Svalbard och i sydost i stora delar av Mellanöstern.

Flodsångarens utbredningsområde, där grönt betecknar vistelse häckningstid, blått övervintringsområde och turkos områden som passeras under flyttningen.

### Förekomst i Sverige
Flodsångaren är en nyligen invandrad fågelart från öster och sydost. Det första fyndet gjordes 1937 vid Lindesberg i Västmanland. Därefter dröjde det till 1950 innan nästa observation, varefter arten har varit årlig besökare. Under perioden 1989–1999 rapporterades i snitt drygt 210 sjungande flodsångare varje år, med tyngdpunkt i landskapen runt Mälaren och Hjälmaren. 
Idag anses den vara en del av den svenska häckfågelfaunan med sällsynt förekomst i Götaland, sydöstra Svealand inklusive södra Dalarna och utmed Norrlandskusten till södra Västerbotten. Trots fågelns mycket tillbakadragna leverne har ett femtontal säkra eller sannolika häckningar rapporterats till och med 1999. Beståndet är dock litet och faktiskt inte växande, utan verkar ha stabiliserat sig på en låg nivå.

## Systematik
Flodsångaren beskrevs som art av Johann Wolf 1810. Fågelns vetenskapliga artnamn fluviatilis betyder just "av en flod", efter latinets fluvius för "flod".
Genetiska studier visar att flodsångaren är närmast släkt med vassångaren (Locustella luscinoides), och dessa två förvånande nog systergrupp till den sparsamt utbredda afrikanska arten bambusmygsångare (L. alfredi). Arten är monotypisk, det vill säga den delas inte in i underarter. 

### Familjetillhörighet
Gräsfåglarna behandlades tidigare som en del av den stora familjen sångare (Sylviidae). Genetiska studier har dock visat att sångarna inte är varandras närmaste släktingar. Istället är de en del av en klad som även omfattar timalior, lärkor, bulbyler, stjärtmesar och svalor. Idag delas därför Sylviidae upp i ett flertal familjer, däribland Locustellidae.

## Ekologi
Flodsångaren påträffas i tät växtlighet nära vatten i träsk eller nära en flod. Den lägger fem till sju ägg i ett bo i en grästuva eller på marken, ofta under en buske. Äggen ruvas i knappt två veckor och ungarna matas sedan av båda föräldrarna. Den är skygg och mycket svår att få syn på, utom ibland när den sjunger. Den kryper genom gräs och låg växtlighet. Liksom de flesta sångare äter den insekter, men även spindlar, fästingar, tusenfotingar och små mollusker.

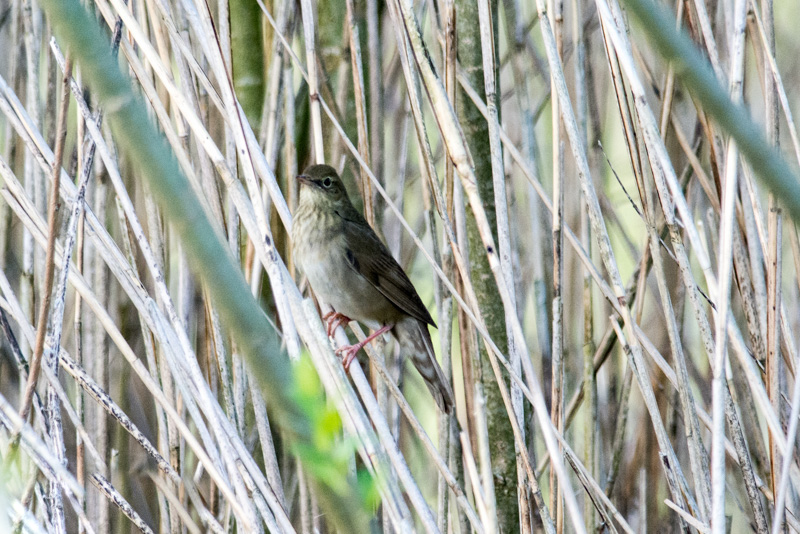
Flodsångare fotograferad i vassbälte, en för arten relativt otypisk miljö.

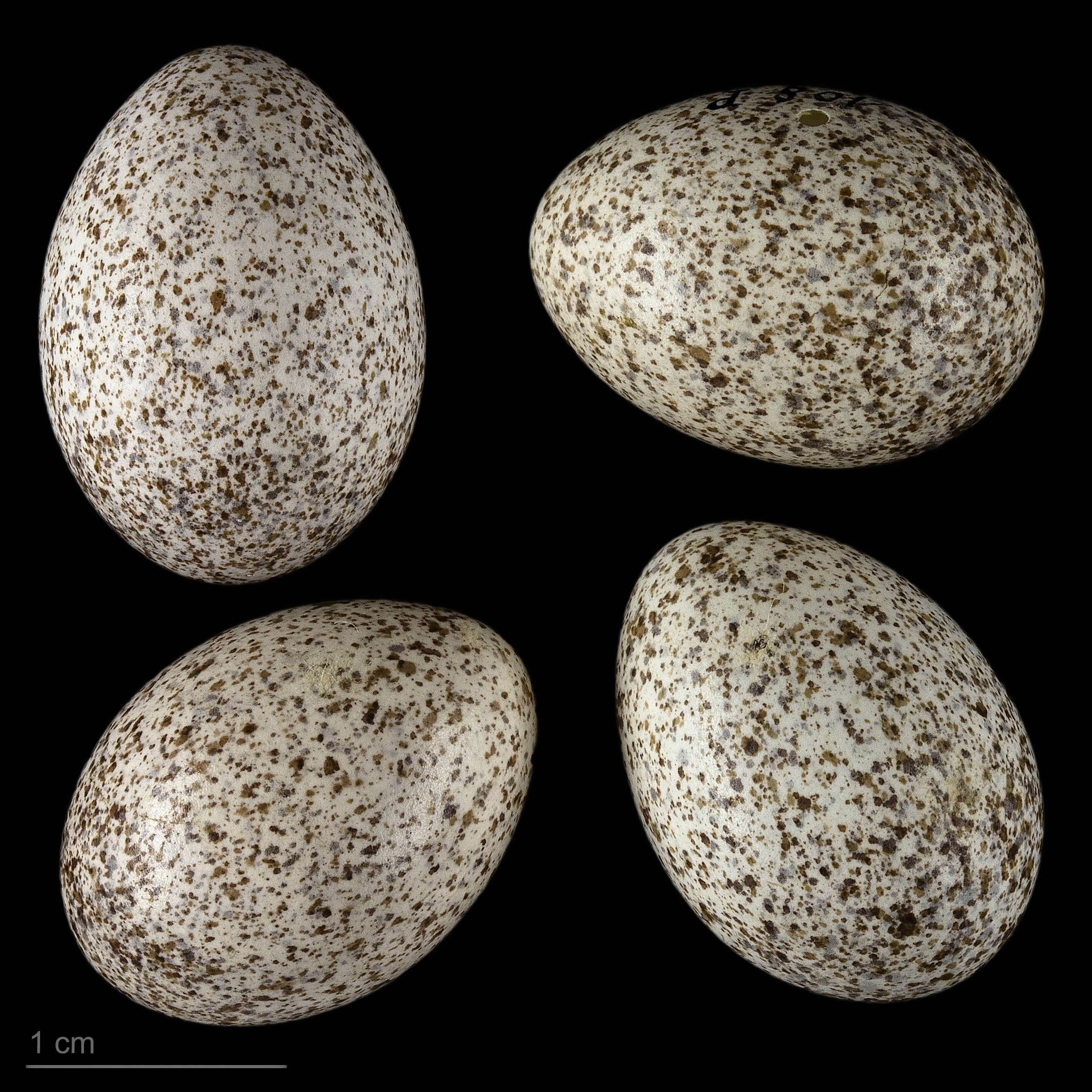
Locustella fluviatilis

## Status och hot
Arten har ett stort utbredningsområde, men tros minska i antal, dock inte tillräckligt kraftigt för att den ska betraktas som hotad. Internationella naturvårdsunionen IUCN listar arten som livskraftig (LC). Världspopulationen uppskattas till mellan knappt 3,1 och drygt 5,5 miljoner adulta individer.

### Status och hot i Sverige
Flodsångaren är en nyetablerad fågelart i Sverige och beståndet är än så länge litet. Arten är därför upptagen på Artdatabankens rödlista, i 2010 års upplaga placerad i hotkategorin sårbar (VU) men från och med 2015 nedgraderad till den lägre hotnivån nära hotad (NT). Beståndet uppskattas till mellan 200 och 600 könsmogna individer.